# Saint-Alban-sur-Limagnole
Pour les articles homonymes, voir Saint-Alban et Limagnole (homonymie).
Saint-Alban-sur-Limagnole est une commune française, située dans le nord du département de la Lozère en région Occitanie.
Exposée à un climat de montagne, elle est drainée par la Truyère, la Limagnole, le ruisseau de Guitard, le ruisseau de la Gardelle, le ruisseau de Fontanille et par divers autres petits cours d'eau. La commune possède un patrimoine naturel remarquable composé de deux zones naturelles d'intérêt écologique, faunistique et floristique.
Saint-Alban-sur-Limagnole est une commune rurale qui compte 1 378 habitants en 2022, après avoir connu un pic de population de 3 109 habitants en 1911.  Elle fait partie de l'aire d'attraction de Saint-Chély-d'Apcher. Ses habitants sont appelés les Saint-Albanais ou  Saint-Albanaises.
En occitan, le village se nomme Sent Auban, prononcé Sent Aoubo.

## Géographie

### Localisation
Commune située dans le nord du département de la Lozère, proche de celui de la Haute-Loire.
Le village est au cœur d'un bassin d'effondrement de grès rouge et argiles bariolées, prolongé au nord vers le Malzieu. La Limagnole, affluent de la Truyère, le traverse. Le bourg s'est établi sur le versant sud au débouché des cols de la Margeride, autour du château féodal et de l'église dédiée à saint Alban, premier martyr d'Angleterre.

### Communes limitrophes
Les communes limitrophes sont  Fontans, Lajo, Le Malzieu-Forain, Prunières, Rimeize, Saint-Denis-en-Margeride et Sainte-Eulalie.
|           | Le Malzieu-Forain         | Lajo                     |
| Prunières | Saint-Alban-sur-Limagnole | Sainte-Eulalie           |
| Rimeize   | Fontans                   | Saint-Denis-en-Margeride |

### Climat
Pour des articles plus généraux, voir Climat de l'Occitanie et Climat de la Lozère.
En 2010, le climat de la commune est de type climat de montagne, selon une étude s'appuyant sur une série de données couvrant la période 1971-2000. En 2020, Météo-France publie une typologie des climats de la France métropolitaine dans laquelle la commune est exposée à un climat de montagne ou de marges de montagne et est dans la région climatique Sud-est du Massif Central, caractérisée par une pluviométrie annuelle de 1 000 à 1 500 mm, minimale en été, maximale en automne.
Pour la période 1971-2000, la température annuelle moyenne est de 7,9 °C, avec une amplitude thermique annuelle de 15,7 °C. Le cumul annuel moyen de précipitations est de 878 mm, avec 10,3 jours de précipitations en janvier et 6,4 jours en juillet. Pour la période 1991-2020, la température moyenne annuelle observée sur la station météorologique la plus proche, située sur la commune de Peyre en Aubrac à 12 km à vol d'oiseau, est de 8,0 °C et le cumul annuel moyen de précipitations est de 954,9 mm,. Pour l'avenir, les paramètres climatiques de la commune estimés pour 2050 selon différents scénarios d'émission de gaz à effet de serre sont consultables sur un site dédié publié par Météo-France en novembre 2022.

### Milieux naturels et biodiversité

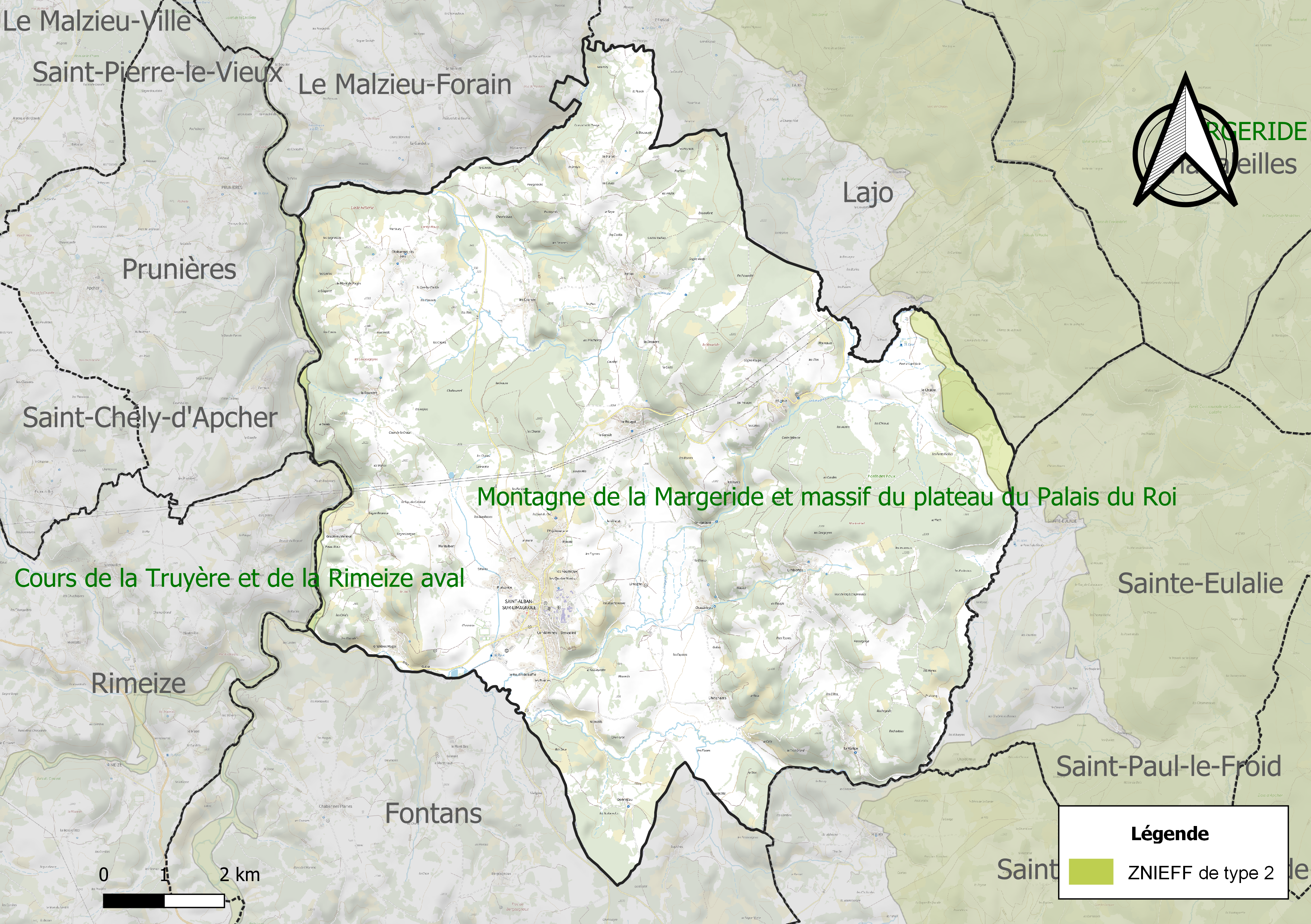
Carte des ZNIEFF de type 2 localisées sur la commune.

L’inventaire des zones naturelles d'intérêt écologique, faunistique et floristique (ZNIEFF) a pour objectif de réaliser une couverture des zones les plus intéressantes sur le plan écologique, essentiellement dans la perspective d’améliorer la connaissance du patrimoine naturel national et de fournir aux différents décideurs un outil d’aide à la prise en compte de l’environnement dans l’aménagement du territoire.
Deux ZNIEFF de type 2 sont recensées sur la commune :
- le « cours de la Truyère et de la Rimeize aval » (503 ha), couvrant 14 communes du département[9] ;
- la « montagne de la Margeride et massif du plateau du Palais du Roi » (29 590 ha), couvrant 20 communes du département[10].

## Urbanisme

### Typologie
Au 1er janvier 2024, Saint-Alban-sur-Limagnole est catégorisée bourg rural, selon la nouvelle grille communale de densité à sept niveaux définie par l'Insee en 2022.
Elle est située hors unité urbaine. Par ailleurs la commune fait partie de l'aire d'attraction de Saint-Chély-d'Apcher, dont elle est une commune de la couronne,. Cette aire, qui regroupe 22 communes, est catégorisée dans les aires de moins de 50 000 habitants,.

### Occupation des sols
L'occupation des sols de la commune, telle qu'elle ressort de la base de données européenne d’occupation biophysique des sols Corine Land Cover (CLC), est marquée par l'importance des forêts et milieux semi-naturels (52,2 % en 2018), en diminution par rapport à 1990 (54 %). La répartition détaillée en 2018 est la suivante : 
forêts (44,2 %), prairies (27,2 %), zones agricoles hétérogènes (18,1 %), milieux à végétation arbustive et/ou herbacée (8 %), zones urbanisées (2,5 %). L'évolution de l’occupation des sols de la commune et de ses infrastructures peut être observée sur les différentes représentations cartographiques du territoire : la carte de Cassini (XVIIIe siècle), la carte d'état-major (1820-1866) et les cartes ou photos aériennes de l'IGN pour la période actuelle (1950 à aujourd'hui).

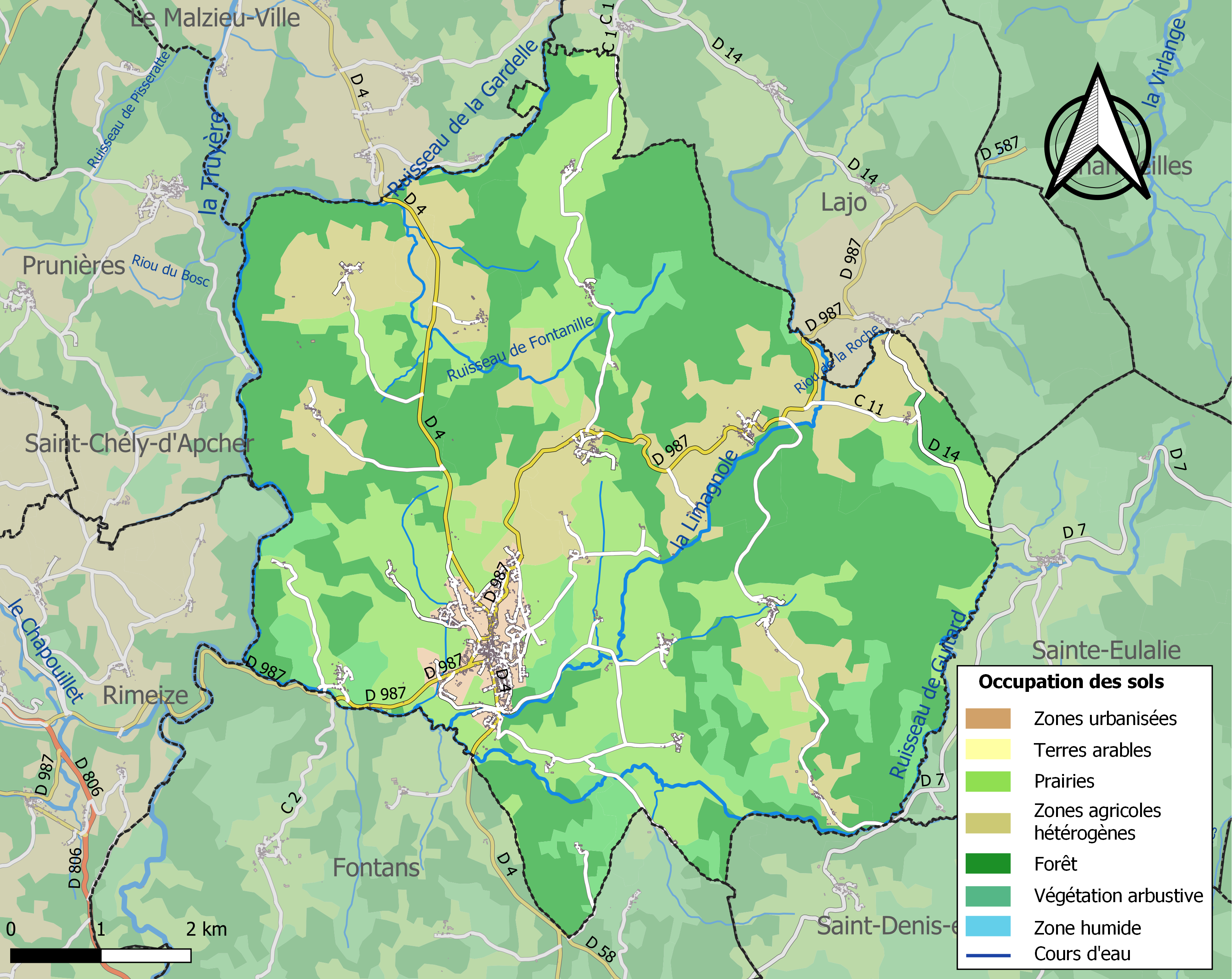
Carte des infrastructures et de l'occupation des sols de la commune en 2018 (CLC).

### Logement
En 2020, le nombre total de logements dans la commune était de 1 056, alors qu'il était de 1 022 en 2014 et de 999 en 2009.
Parmi ces logements, 60 % étaient des résidences principales, 19,9 % des résidences secondaires et 20,1 % des logements vacants. Ces logements étaient pour 83,8 % d'entre eux des maisons individuelles et pour 16,1 % des appartements.
Le tableau ci-dessous présente la typologie des logements à Saint-Alban-sur-Limagnole en 2020 en comparaison avec celles de la Lozère et de la France entière. Une caractéristique marquante du parc de logements est ainsi une proportion de Logements vacants (20,1 %) supérieure à celle du département (10,2 %) et à celle de la France entière (8,72%). Concernant le statut d'occupation des résidences principales, 73,2 % des habitants de la commune sont propriétaires de leur logement (77,1 % en 2014), contre 65,7 % pour la Lozère et 57,5 pour la France entière.
| Typologie                                               | Saint-Alban-sur-Limagnole | Lozère | France entière |
| ------------------------------------------------------- | ------------------------- | ------ | -------------- |
| Résidences principales (en %)                           | 60                        | 57,7   | 82,1           |
| Résidences secondaires et logements occasionnels (en %) | 19,9                      | 32,1   | 9,7            |
| Logements vacants (en %)                                | 20,1                      | 10,2   | 8,2            |

### Risques majeurs
Le territoire de la commune de Saint-Alban-sur-Limagnole est vulnérable à différents aléas naturels : météorologiques (tempête, orage, neige, grand froid, canicule ou sécheresse), inondations, feux de forêts, mouvements de terrains et séisme (sismicité faible). Il est également exposé à un risque particulier : le risque de radon. Un site publié par le BRGM permet d'évaluer simplement et rapidement les risques d'un bien localisé soit par son adresse soit par le numéro de sa parcelle.

#### Risques naturels
Certaines parties du territoire communal sont susceptibles d’être affectées par le risque d’inondation par débordement de cours d'eau, notamment la Truyère, la Limagnole, le ruisseau de Guitard et le ruisseau de la Gardelle. La commune a été reconnue en état de catastrophe naturelle au titre des dommages causés par les inondations et coulées de boue survenues en 1982, 1994 et 2003,.
Saint-Alban-sur-Limagnole est exposée au risque de feu de forêt. Un plan départemental de protection des forêts contre les incendies (PDPFCI) a été approuvé en décembre 2014 pour la période 2014-2023. Les mesures individuelles de prévention contre les incendies sont précisées par divers arrêtés préfectoraux et s’appliquent dans les zones exposées aux incendies de forêt et à moins de 200 mètres de celles-ci. L’arrêté du 23 mars 2018, complété par un arrêté de 2020, réglemente l'emploi du feu en interdisant notamment d’apporter du feu, de fumer et de jeter des mégots de cigarette dans les espaces sensibles et sur les voies qui les traversent sous peine de sanctions. L'arrêté du 23 août 2021, abrogeant un arrêté de 2002, rend le débroussaillement obligatoire, incombant au propriétaire ou ayant droit,,.

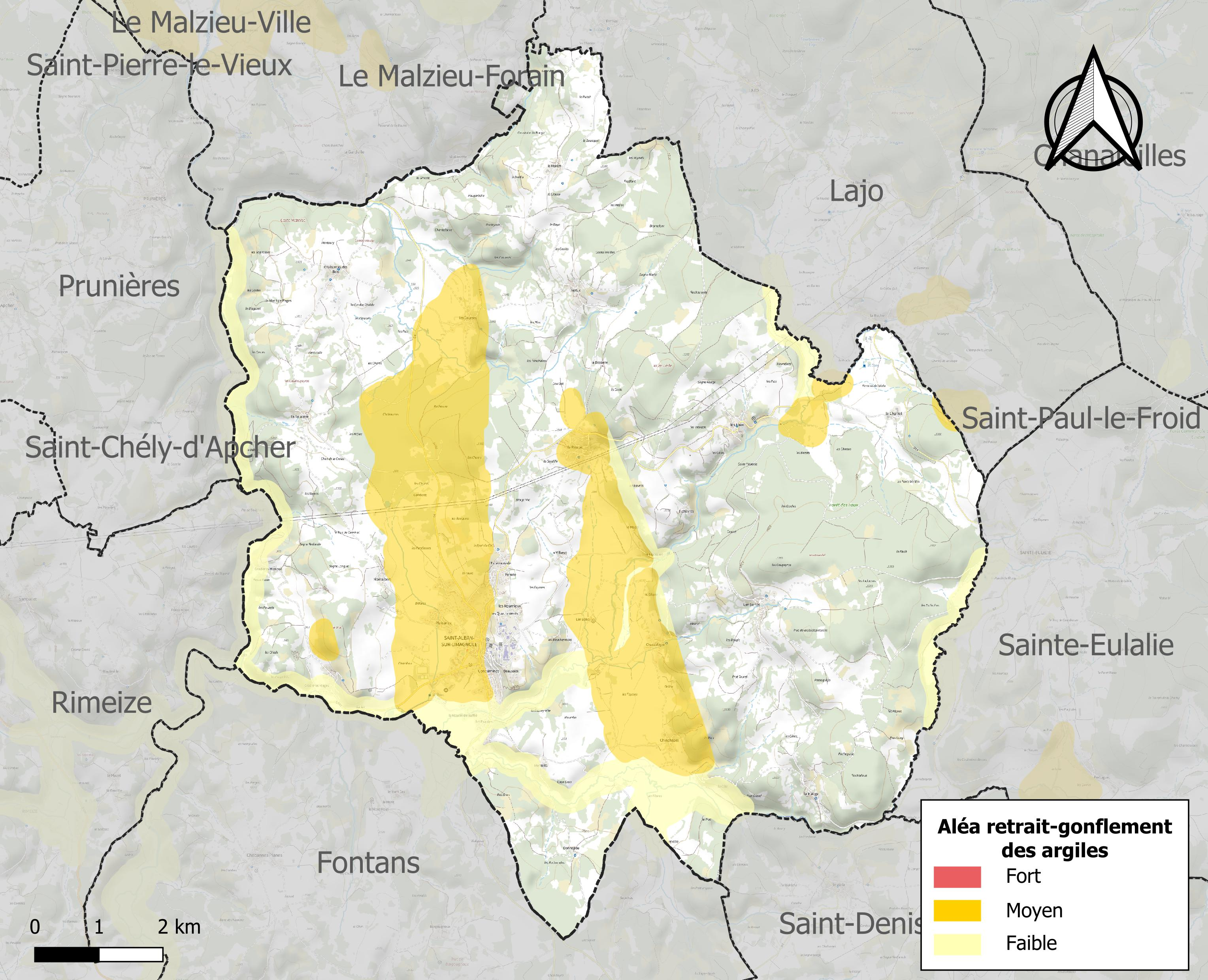
Carte des zones d'aléa retrait-gonflement des sols argileux de Saint-Alban-sur-Limagnole.

Les mouvements de terrains susceptibles de se produire sur la commune sont des tassements différentiels.
Le retrait-gonflement des sols argileux est susceptible d'engendrer des dommages importants aux bâtiments en cas d’alternance de périodes de sécheresse et de pluie. 17,7 % de la superficie communale est en aléa moyen ou fort (15,8 % au niveau départemental et 48,5 % au niveau national). Sur les 829 bâtiments dénombrés sur la commune en 2019,  407 sont en aléa moyen ou fort, soit 49 %, à comparer aux 14 % au niveau départemental et 54 % au niveau national. Une cartographie de l'exposition du territoire national au retrait gonflement des sols argileux est disponible sur le site du BRGM,.
Par ailleurs, afin de mieux appréhender le risque d’affaissement de terrain, l'inventaire national des cavités souterraines permet de localiser celles situées sur la commune.

#### Risque particulier
Dans plusieurs parties du territoire national, le radon, accumulé dans certains logements ou autres locaux, peut constituer une source significative d’exposition de la population aux rayonnements ionisants. Certaines communes du département sont concernées par le risque radon à un niveau plus ou moins élevé. Selon la classification de 2018, la commune de Saint-Alban-sur-Limagnole est classée en zone 3, à savoir zone à potentiel radon significatif.

## Histoire
Saint-Alban fut d'abord une forteresse féodale, construite en 1245 et que les Anglais occupèrent en 1364. Au Moyen Âge, c'était une des douze seigneuries du Gévaudan. Au XVIe siècle, les Calvisson construisirent près de la forteresse un vaste château en quadrilatère irrégulier, flanqué aux quatre angles de tours massives et inégales. Un fossé entourait l'enceinte, que franchissait un pont-levis.
En 1837, une partie de la commune est distraite pour constituer Lajo.

## Politique et administration

### Liste des maires
| Période                                  | Période  | Identité           | Étiquette         | Qualité |
| ---------------------------------------- | -------- | ------------------ | ----------------- | --- |
| Les données manquantes sont à compléter. |          |                    |                   | |
| ?                                        | 1962     | Augustin Buffière  | DVD               | Notaire Conseiller général de Saint-Alban-sur-Limagnole (1925 → 1940 et 1945 → 1951)                                                                      |
| ca. 1965                                 | ?        | Isidore Chastang   |                   | |
| 1973                                     | 1995     | Henri Prouhèze     | DVD               | Exploitant forestier Conseiller général de Saint-Alban-sur-Limagnole (1976 → 1994)                                                                        |
| 1995                                     | mai 2020 | Jean-Paul Bonhomme | RPR puis UMP → LR | Médecin Conseiller général de Saint-Alban-sur-Limagnole (1994 → 2015) Vice-président du conseil général Président de la CC des Terres d'Apcher (? → 2016) |
| mai 2020                                 | En cours | Samuel Soulier     | SE                | 2e vice-président de la CC des Terres d'Apcher-Margeride-Aubrac (2020 → )                                                                                 |

## Population et société

### Démographie

#### Évolution démographique
L'évolution du nombre d'habitants est connue à travers les recensements de la population effectués dans la commune depuis 1793. Pour les communes de moins de 10 000 habitants, une enquête de recensement portant sur toute la population est réalisée tous les cinq ans, les populations de référence des années intermédiaires étant quant à elles estimées par interpolation ou extrapolation. Pour la commune, le premier recensement exhaustif entrant dans le cadre du nouveau dispositif a été réalisé en 2004.

En 2022, la commune comptait 1 378 habitants, en évolution de +3,14 % par rapport à 2016 (Lozère : +0,11 %, France hors Mayotte : +2,11 %).
| 1793  | 1800  | 1806  | 1821  | 1831  | 1836  | 1841  | 1846  | 1851  |
| ----- | ----- | ----- | ----- | ----- | ----- | ----- | ----- | ----- |
| 2 100 | 1 985 | 2 280 | 1 970 | 2 470 | 2 428 | 2 138 | 1 912 | 2 249 |

| 1856  | 1861  | 1866  | 1872  | 1876  | 1881  | 1886  | 1891  | 1896  |
| ----- | ----- | ----- | ----- | ----- | ----- | ----- | ----- | ----- |
| 2 189 | 2 550 | 2 337 | 2 419 | 2 476 | 2 370 | 2 360 | 2 361 | 2 519 |

| 1901  | 1906  | 1911  | 1921  | 1926  | 1931  | 1936  | 1946  | 1954  |
| ----- | ----- | ----- | ----- | ----- | ----- | ----- | ----- | ----- |
| 2 808 | 3 041 | 3 109 | 2 636 | 2 524 | 2 366 | 2 382 | 2 132 | 2 188 |

| 1962  | 1968  | 1975  | 1982  | 1990  | 1999  | 2004  | 2006  | 2009  |
| ----- | ----- | ----- | ----- | ----- | ----- | ----- | ----- | ----- |
| 2 342 | 2 309 | 2 245 | 2 128 | 1 928 | 1 598 | 1 544 | 1 519 | 1 478 |

| 2014  | 2019  | 2022  | - | - | - | - | - | - |
| ----- | ----- | ----- | - | - | - | - | - | - |
| 1 344 | 1 379 | 1 378 | - | - | - | - | - | - |

#### Pyramide des âges
La population de la commune est relativement âgée. En 2020, le taux de personnes d'un âge inférieur à 30 ans s'élève à 22,3 %, soit un taux inférieur à la moyenne départementale (29,7 %). À l'inverse, le taux de personnes d'un âge supérieur à 60 ans (44,1 %) est supérieur au taux départemental (33,1 %).
En 2020, la commune comptait 685 hommes pour 693 femmes, soit un taux de 50,29 % de femmes, supérieur au taux départemental (50,11 %).
Les pyramides des âges de la commune et du département s'établissent comme suit :
| Hommes | Classe d’âge | Femmes |
| ------ | ------------ | ------ |
| 1,0    | 90 ou +      | 3,6    |
| 12,3   | 75-89 ans    | 16,1   |
| 28,3   | 60-74 ans    | 26,7   |
| 22     | 45-59 ans    | 20,5   |
| 12,6   | 30-44 ans    | 12     |
| 10,2   | 15-29 ans    | 9,9    |
| 13,5   | 0-14 ans     | 11,1   |

| Hommes | Classe d’âge | Femmes |
| ------ | ------------ | ------ |
| 1      | 90 ou +      | 2,8    |
| 9,1    | 75-89 ans    | 11,8   |
| 21,6   | 60-74 ans    | 21,1   |
| 21,5   | 45-59 ans    | 20,2   |
| 16,3   | 30-44 ans    | 15,9   |
| 15,5   | 15-29 ans    | 13,6   |
| 15     | 0-14 ans     | 14,6   |

### Sports et loisirs
Le club phare de Saint-Alban est l'Entente Nord Lozère (football), entente entre plusieurs clubs des différentes communes du nord du département (notamment avec Saint-Chély-d'Apcher). Le club a évolué quelques années en 4e division au début des années 1990. Il a la particularité de jouer dans le district du Cantal (ligue Auvergne) et non avec le Languedoc-Roussillon, pour des raisons de proximité géographique.

## Économie

### Revenus
En 2018, la commune compte 624 ménages fiscaux, regroupant 1 298 personnes. La médiane du revenu disponible par unité de consommation est de 21 650 € (20 420 € dans le département).

### Emploi
|                | 2008  | 2013  | 2018  |
| -------------- | ----- | ----- | ----- |
| Commune        | 4,2 % | 3,9 % | 5,6 % |
| Département    | 5 %   | 6,4 % | 7,1 % |
| France entière | 8,3 % | 10 %  | 10 %  |

En 2018, la population âgée de 15 à 64 ans s'élève à 722 personnes, parmi lesquelles on compte 66,8 % d'actifs (61,2 % ayant un emploi et 5,6 % de chômeurs) et 33,2 % d'inactifs,. Depuis 2008, le taux de chômage communal (au sens du recensement) des 15-64 ans est inférieur à celui de la France et du département.
La commune fait partie de la couronne de l'aire d'attraction de Saint-Chély-d'Apcher, du fait qu'au moins 15 % des actifs travaillent dans le pôle,. Elle compte 577 emplois en 2018, contre 685 en 2013 et 682 en 2008. Le nombre d'actifs ayant un emploi résidant dans la commune est de 452, soit un indicateur de concentration d'emploi de 127,4 % et un taux d'activité parmi les 15 ans ou plus de 41,4 %.
Sur ces 452 actifs de 15 ans ou plus ayant un emploi, 245 travaillent dans la commune, soit 54 % des habitants. Pour se rendre au travail, 82,5 % des habitants utilisent un véhicule personnel ou de fonction à quatre roues, 7,2 % s'y rendent en deux-roues, à vélo ou à pied et 10,3 % n'ont pas besoin de transport (travail au domicile).

## Culture locale et patrimoine

### Lieux et monuments
- Église Saint-Alban de Saint-Alban-sur-Limagnole

L’église Saint-Alban de Saint-Alban-sur-Limagnole a été inscrite au titre des monuments historiques en 1985. De nombreux  objets sont référencés dans la base Palissy (voir les notices liées).

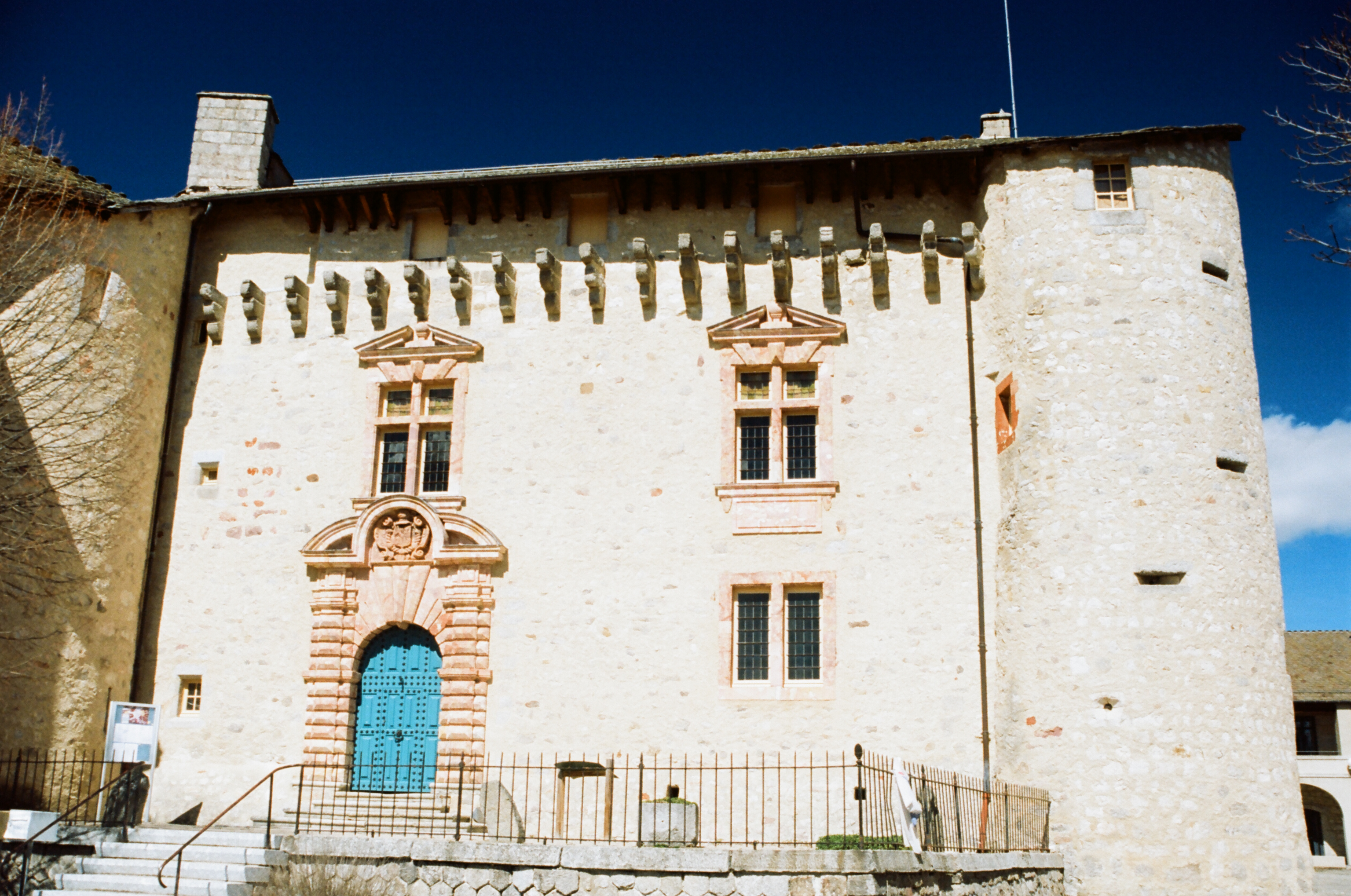
Façade sud du château de Saint-Alban-sur-Limagnole.

Il s'agit d'une église romane, où l'on ressent l’influence auvergnate. Elle se situe en contrebas de la grand-route, d'où l'on voit bien sa riche abside aux arcades harmonieuses, sous le toit arrondi. Un imposant clocher-mur à trois baies, construit en 1891, surplombe cette abside ; il porte, accroché à sa croix, une bête du Gévaudan.
- Château de Saint-Alban
- Centre hospitalier François-Tosquelles.
- Chapelle de l'hôpital psychiatrique de Saint-Alban-sur-Limagnole.

### Le pèlerinage de Compostelle
Sur la via Podiensis des chemins de Compostelle.
On vient de Chanaleilles, la prochaine commune est Aumont-Aubrac et son église Saint-Étienne.

### Personnalités liées à la commune
- Thomas Bluget de Valdenuit, préfet de la Lozère.
- Jean-Baptiste Hermet[29], employé de Gustave Eiffel, a participé à la construction du viaduc de Garabit. C'est lui qui a hissé le drapeau français au sommet de la tour lors de l'inauguration de la tour Eiffel le 31 mars 1889.
- Paul Éluard, écrivain, Denise Glaser, notamment, se sont réfugiés au château de Saint-Alban, actuel centre hospitalier François-Tosquelles, durant la Seconde Guerre mondiale.
- François Tosquelles, psychiatre, l'un des inventeurs de la psychothérapie institutionnelle, a longtemps dirigé l'hôpital psychiatrique de Saint-Alban.
- Frantz Fanon, psychiatre et essayiste, est interne de Tosquelles pendant 15 mois, en 1952.

### Héraldique
| Saint-Alban-sur-Limagnole | Le blasonnement est : palé d'azur et de gueules, semé de roses d'or brochant sur les partitions ; sur le tout d'argent au noyer arraché de sinople. Ce blason est celui de Louet de Calvisson seigneur de Saint-Alban en 1440. |